# Portoviejo
Portoviejo è una città dell'Ecuador, capoluogo della Provincia di Manabí e del cantone omonimo. Ha una popolazione di 321.800 abitanti (censimento del 2020), ed è la settima città più popolosa dell'Ecuador.